# Небески капетан и свет сутрашњице
Небески капетан и свет сутрашњице (енгл. Sky Captain and the World of Tomorrow) је амерички научнофантастични филм из 2004, редитељски деби Керија Конрана. Радња је смештена у 1939. годину и прати потрагу Поли Перкинс и Небеског капетана за злим доктором Тотенкофом, који планира да изгради Свет сутрашњице. Ово је један од првих филмова за чије је снимање коришћена дигитална технологија. За креирање лика др Тотенкофа, искоришћен је материјал из млађих дана Лоренса Оливијеа, те се име британског глумца петнаест година после његове смрти поново нашло на омоту ДВД-ја.

## Улоге
| Глумац         | Улога            |
| -------------- | ---------------- |
| Гвинет Палтроу | Поли Перкинс     |
| Џуд Ло         | Небески капетан  |
| Лоренс Оливије | др Тотенкоф      |
| Анџелина Жоли  | Франческа Кук    |
| Ђовани Рибизи  | Декстер          |
| Мајкл Гембон   | Морис Пејли      |
| Баи Линг       | Мистериозна жена |